# Гра

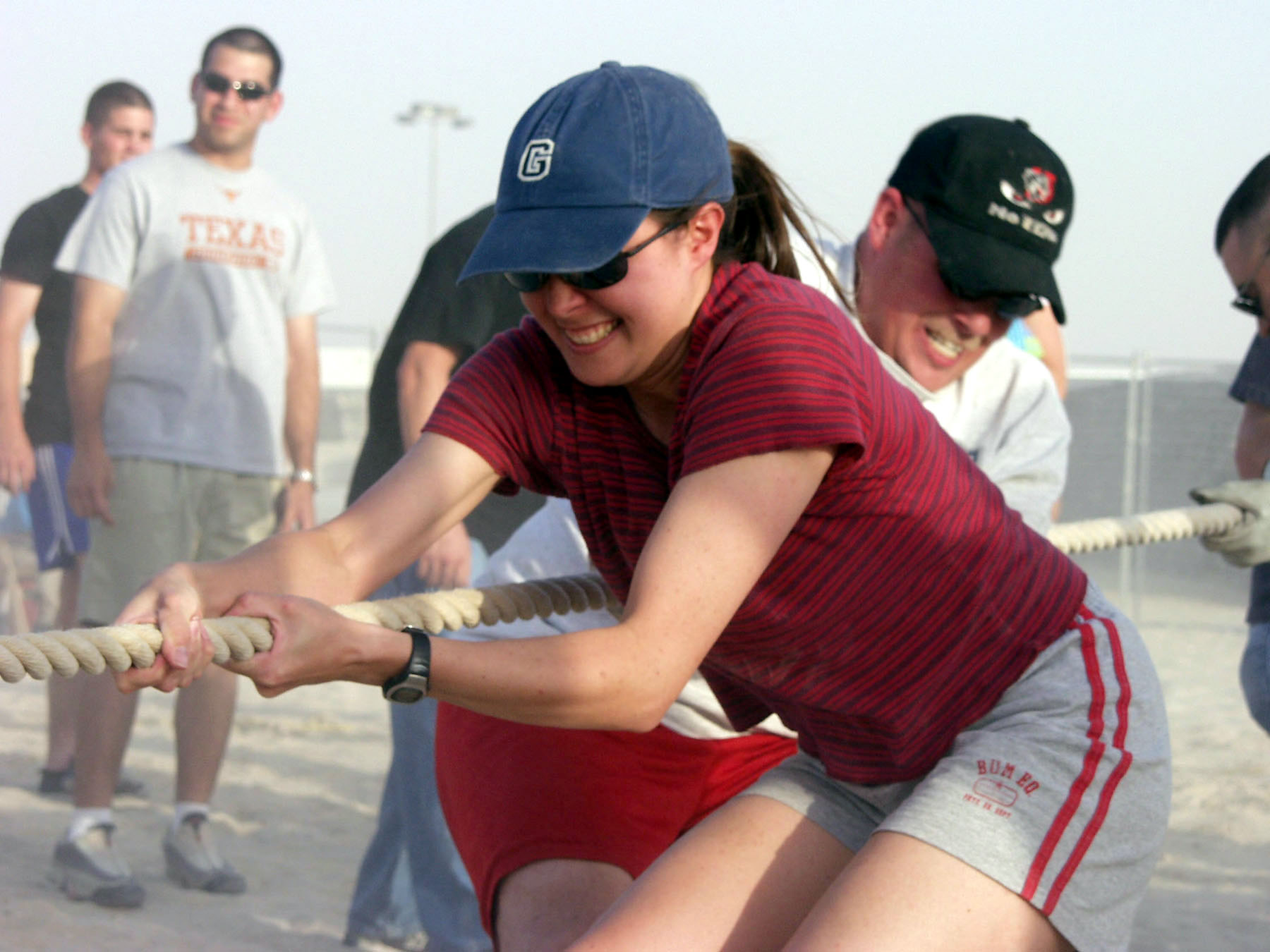
Перетягання каната — старовинна гра моряків, розвага й тренування корисного для управління вітрилами вміння

Гра — діяльність людини з моделювання іншого виду діяльності з розважальною чи навчальною метою. Гра відрізняється від роботи тим, що не ставить перед собою безпосередньо корисної мети (хоча сама гра може мати свою власну корисність), а також тісно межує з мистецтвом, хоч зазвичай не створює художніх цінностей.
Перші ігри з'явилися у тварин задовго до виникнення людей. У мавп є не тільки соціальні ритуали, наприклад, шлюбні, а й ігри, схожі на людські. Людство грається і грає в ігри з доісторичних часів, починаючи з ритуальних ігор (наприклад, обряду ініціації), а з розвитком цивілізації ігри робилися дедалі складнішими й відобразили практично всі сфери життя суспільства: війну, кохання, історію тощо. Ймовірно, найскладніші нині ігри — MMORPG з режимом мультиплеєра на кшталт World of Warcraft, до якого щохвилини підключені тисячі користувачів у всьому світі, й у якому щомиті відбуваються мільйони різних дій.

## Історія досліджень

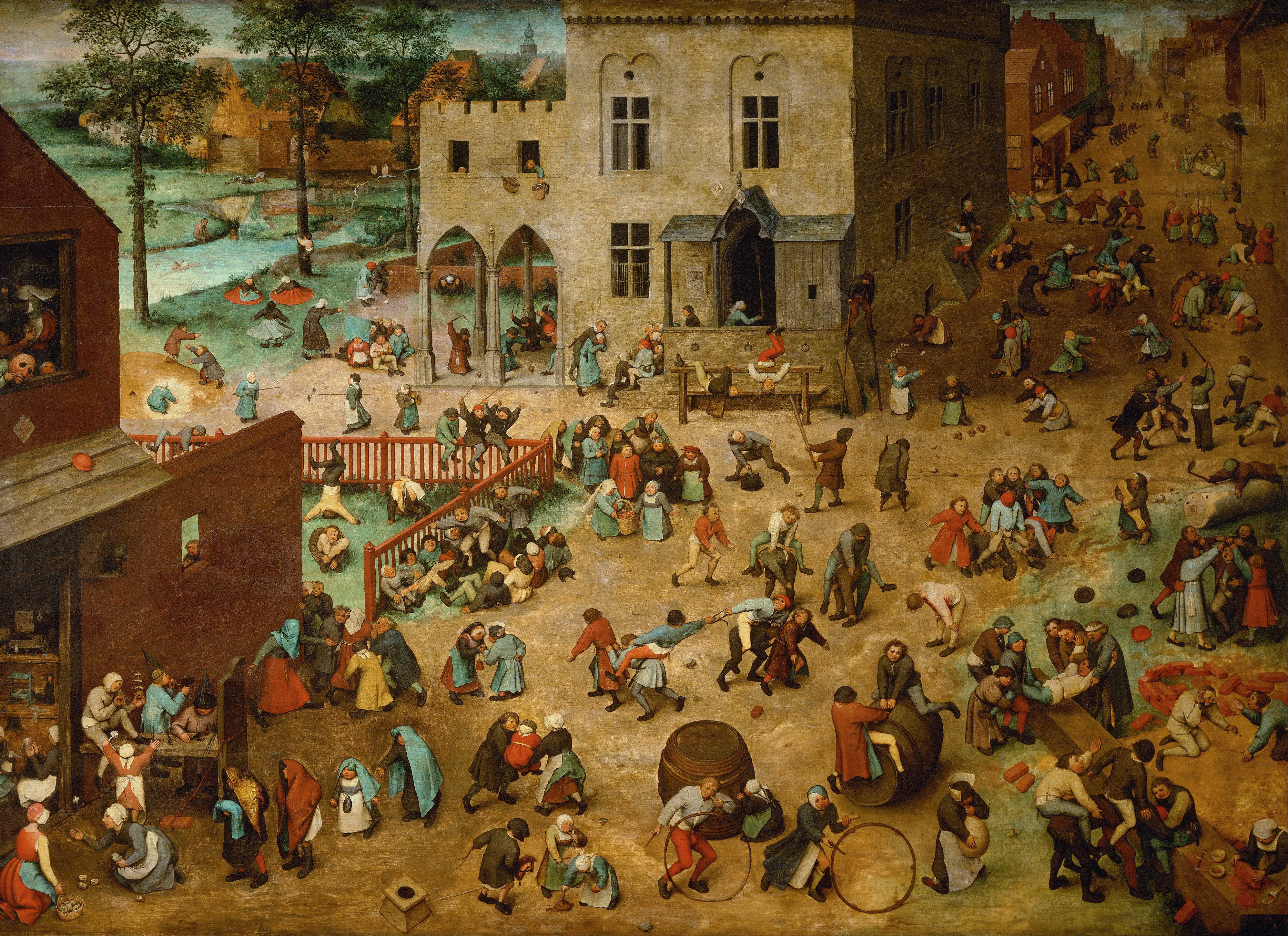
Дитячі ігри, 1560, Пітер Брейгель Старший

Фрідріх Шиллер у XVIII ст. одним з перших розглянув гру з наукової точки зору і визначив її як прояв естетичного і духовного життя людини. На його думку, гра дозволяє пізнати прекрасне, піднімаючись над щоденною рутиною, оскільки не має утилітарної мети і здійснюється за бажанням, а не потребою чи примусом.
Герберт Спенсер вважав, що гра є наслідком надміру енергії в організмі та призначена для її витрати. Він зауважив подібність між грою дитинчат тварин і людських дітей та започаткував біологічну теорію ігор. За нею гра є безцільною діяльністю заради себе самої та вивільняє надлишок енергії. Стенлі Голл відстоював думку, що гра є проявом віджилих видів діяльності. Наприклад, діти граються із саморобними луками, повторюючи поведінку первісних людей. Завдяки грі застарілі інстинкти ослаблюються перед тим як зникнути.
Згідно з дослідженнями Карла Гросса, навпаки, ігри слугують для тренування фізичних і розумових можливостей. На його думку, гра виникає як наслідок недорозвиненості початкового пристосування до навколишнього середовища. У дитинчат тварин і людських дітей через гру виробляються механізми адаптації, тренуються органи руху і чуттів, розвивається спостережливість і увага. Таким чином, гра є підготовкою до боротьби за життя.
Аналізу ролі гри в людському суспільстві присвячена книга нідерландського філософа Йогана Гейзинги «Homo Ludens». Гейзинга зокрема відзначає, що гра старша за культуру, оскільки гра властива не тільки людям, а й тваринам. На його погляд людська культура зароджується з гри, хоча гра не переходить у культуру, а залишається поряд з культурою. Культурі властиве створення вигаданих штучних середовищ, які не є «справжнім життям», а містять в собі елемент гри.
Одним із перших філософів, що пробували знайти означення слова гра, був Людвіг Віттгенштайн. У  «Філософських дослідженнях» він зазначив що жоден з елементів гри, таких як грайливість, правила, змагання, не можуть адекватно визначити, що таке гра. Виходячи з цього він вирішив, що люди називають іграми дуже широке коло видів діяльності, спільною рисою яких те, що між ними існує родинна подоба. Але слово Віттгенштайна не стало вирішальним, і сьогодні чимало філософів, таких як Томас Гурка, вважає, що Віттгенштайн помилявся.
Німецький філософ Ойген Фінк розглядав гру як один з основних феноменів людського буття. Він вважав, що мета і смисл гри знаходяться в ній самій. Це значить, що вона здійснюється не заради майбутнього блаженства, а є його носієм сама по собі. При цьому гра, за Фінком, є і частиною, і відображенням буття водночас. Тому вона має природу символу, в якому збігається одиничне та загальне.
Французький соціолог  Роже Каюа у книзі «Les jeux et les hommes» (Ігри та люди) визначив гру як діяльність, що обов'язково має наступні властивості:
- радість: діяльність приваблює своїм легким характером
- відмежованість: час і місце гри чітко визначені
- невизначеність: результат діяльності неможливо передбачити
- непродуктивність: участь у грі не має жодних корисних наслідків
- правила: така діяльність має правила, відмінні від буденного життя
- вигаданість: супроводжується усвідомленням іншої реальності.

Властиву людині здатність гратися та грати в ігри вивчало багато психологів, серед яких Мелані Кляйн, Жан Піаже, Вільям Джеймс, Зігмунд Фрейд, Карл Юнг, Лев Виготський. З психологічної точки зору гра особливо важлива в ранньому віці, коли формується психіка дитини, її характер. Дитяча гра не тільки допомагає дитині розвиватися фізично, а й розумово та соціально.

## Правила, ролі, змагання
Гра проходить за певними правилами, які встановлюють обмеження на дії гравця. Ці правила не обов'язково повинні бути ясно сформульованими чи усвідомленими — коли кошенята граються між собою, вони атакують один одного, але при цьому не випускають пазурі й не кусають так, щоб завдати рани.
Гравці можуть виконувати ролі, прикидаючись кимось іншим. Коли чотирирічна дівчинка пропонує
- Давайте гратися — уяви, що я колобок.
Дорослий партнер приймає правила гри і, прикидаючись вовком, відповідає
- Колобок, колобок, я тебе з'їм.
На що свідома правил гри дитина, дає відповідь:
- Не їж мене, я тобі пісеньку заспіваю.
Ігри часто мають чітко встановлені правила. Відхилення гравця від правил у таких іграх зазвичай розглядається іншими гравцями як шахрайство, і призводить до конфліктів, образ, припинення гри.
У грі може брати участь один або кілька гравців. У грі, що розрахована на одну людину, гравець ставить перед собою складне завдання, яке намагається розв'язати, дотримуючись встановлених для себе правил. Ігри для багатьох гравців часто ставлять перед собою завдання виграти, здобути перемогу над іншими, тобто гра є змаганням. У іграх з елементами змагання гравці можуть утворювати команди — колективи, які намагаються досягти спільної мети. Відповідні ігри називаються командними.

## Види ігор

### Дитячі ігри

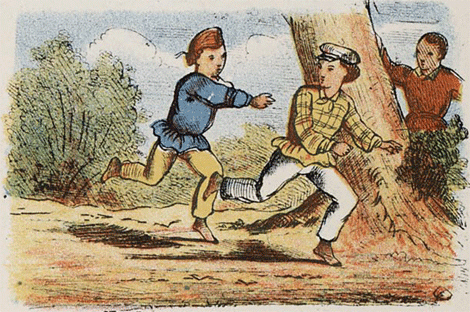
Гра в квача — всесвітньо поширена дитяча гра

Людина грається змалечку. Важливим елементом дитячих ігор є іграшка. Дитячі ігри сприяють вивченню світу, розвитку особистості та уяви, усвідомленню дорослих ролей, виробленню навичок і встановленню спілкування між однолітками. Граючись, діти готуються до дорослого життя, вдаючи, що вони вчителі, лікарі, вихователі, влаштовують уявні вечірки своїм лялькам тощо. Сучасна нейронаука вважає, що гра розвиває гнучкість розуму, виробляє навички й здатність досягати бажаної мети різними способами.
Часто дитячі ігри структуровані — мають встановлені правила, відомі всім учасникам. Такі ігри різні для різних народів, тобто мають національні й культурні особливості. Серед прикладів ігор, в які граються діти в Україні: хованки, штандер, цюці-бабки, класи, скакалка, гумки, ниточка, бачу тощо.
Для створення умов для дитячих ігор у міських житлових районах влаштовуються дитячі ігрові майданчики. Зазвичай на ігрових майданчиках облаштовуються пісочниці, гойдалки, драбинки й подібні структури, що допомагають дітям розвивати координацію й спритність, водночас просто отримуючи задоволення. Розважальні центри, аквапарки й інші комерційні заклади пропонують дітям складніші типи ігор, що потребують додаткового устаткування.

### Салонні ігри
У салонні ігри грають здебільшого дорослі на вечоринках з метою весело провести час. Прикладами салонних ігор можуть бути вікторини або шаради, буріме тощо. На відміну від дитячих ігор, салонні ігри зазвичай не вимагають спритності й рухливості. Такі ігри сприяють виникненню невимушеного спілкування між гостями, подоланню скованості тощо. Іноді, за домовленістю, гравець при програші, або при порушенні правил, зобов'язаний виконати якийсь жартівливий фант.

### Симуляції

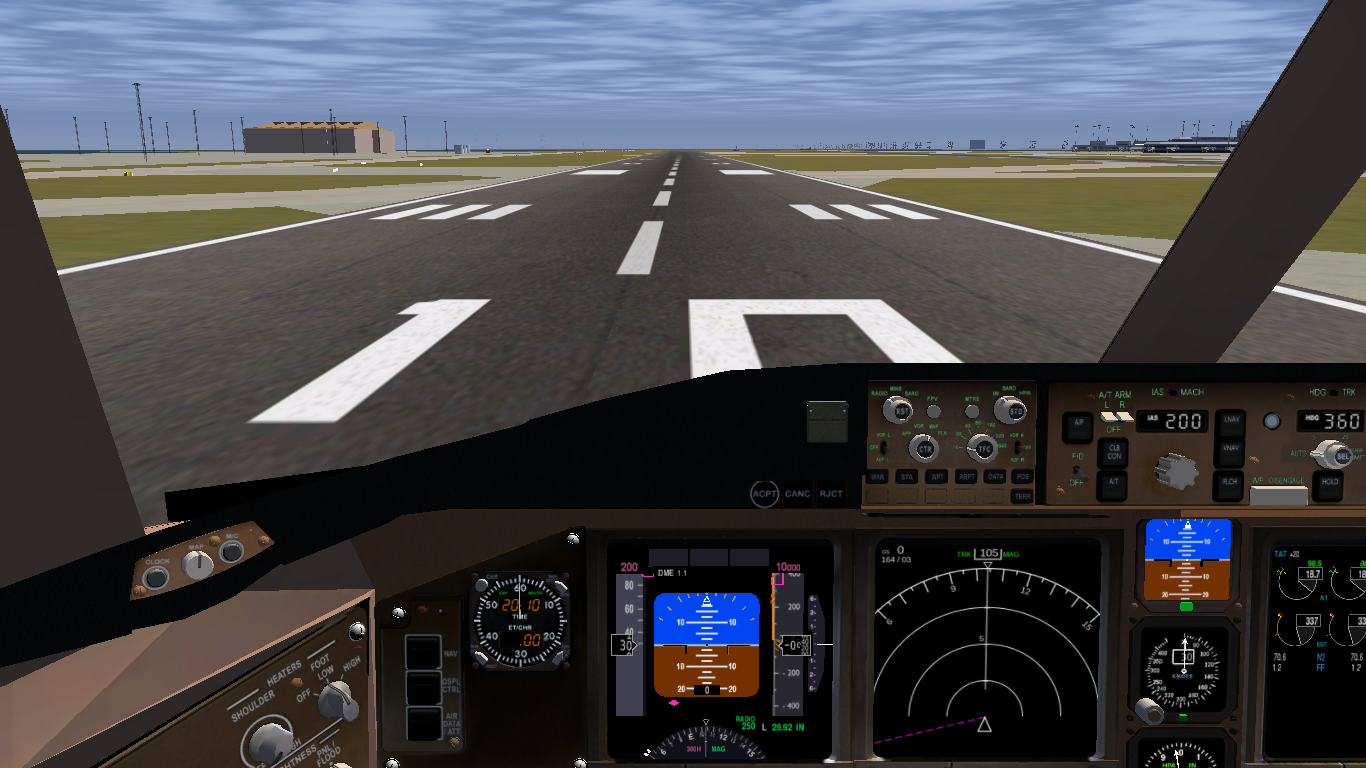
Кадр із відеогри FlightGear, симулятора польоту.

До цього класу належать ігри, в яких створюється певна умовна ситуація з метою тренування, наприклад військові маневри. До цього класу ігор належать також різноманітні комп'ютерні симулятори, що намагаються якомога точніше відтворити умови реальних ситуацій і навчити користувача ухвалювати рішення в екстремальних умовах. 
Одним із видів симуляцій є бізнес-симуляція. Цей різновид симуляції характеризується імітацією бізнес-процесів в окремо взятому підприємстві, галузі, господарстві.

### Спортивні ігри

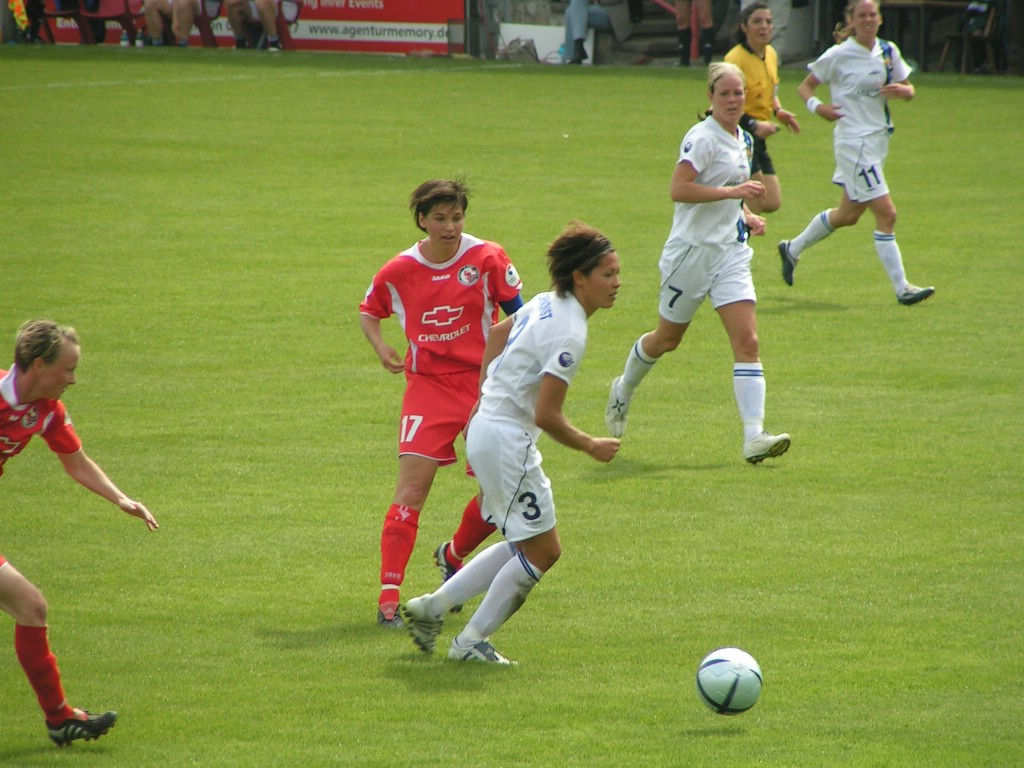
Футбол — найпопулярніша командна гра

Спортивні ігри мають добре встановлені правила, зафіксовані в документах відповідних міжнародних або національних федерацій, що ними опікуються. Аматори зазвичай притримуються цих правил. Спортивні ігри діляться на індивідуальні й командні. У командних іграх важливе не тільки вміння окремих гравців, а й вміння успішно взаємодіяти між собою.  
Характерною особливістю спортивних ігор є те, що вони переросли рамки простої розваги, й стали не тільки частиною культури, а й індустрією. У спорті є професіональні гравці, для яких гра — це робота, а не розвага, й глядачі, вболівальники, які отримують задоволення, спостерігаючи за грою, і спортивний бізнес, що організовує ігри. Серед найпопулярніших спортивних ігор: футбол, теніс, гольф, баскетбол, волейбол, хокей, крикет, бейсбол. 
Інші ігри, такі як алтимат, хоча не мають великої популярності  у глядачів, приваблюють багатьох любителів.  Багато ігор популярні тільки в межах окремих країн, як наприклад, скраклі.

### Логічні ігри
До логічних ігор належать: головоломки, кросворди, судоку, а також багато з антагоністичних настільних ігор. Цікавість логічних ігор для людини в тому, що гра перед нею ставить задачу, розв'язок якої можна знайти за допомогою логічного аналізу, продумування на кілька кроків уперед, і успішне розв'язання задачі приносить людині задоволення.
До цієї категорії також можна віднести картярські ігри різного роду, оскільки вони вимагають логічного мислення, й у них часто грають для задоволення. Однак, картярські ігри також відносяться до азартних, бо у них часто грають на гроші, а іноді й до спортивних — такі ігри як покер, у деяких варіантах, і бридж мають правила, за якими можна проводити змагання.
Хоча за своєю суттю гра є людською діяльністю, що присить задоволення, логічні ігри часто розглядаються з математичної точки зору. Математичний аналіз багатьох логічних ігор допомагає знайти виграшну стратегію. Комп'ютерні алгоритми на початок XX століття, здебільшого переважають людину в більшості ігор. Тільки для бриджу та покеру, наприклад  техаського безліміту, алгоритми поки що поступаються людському мисленню. З іншого боку, розробка алгоритмів гри сама є цікавою грою.

### Настільні ігри

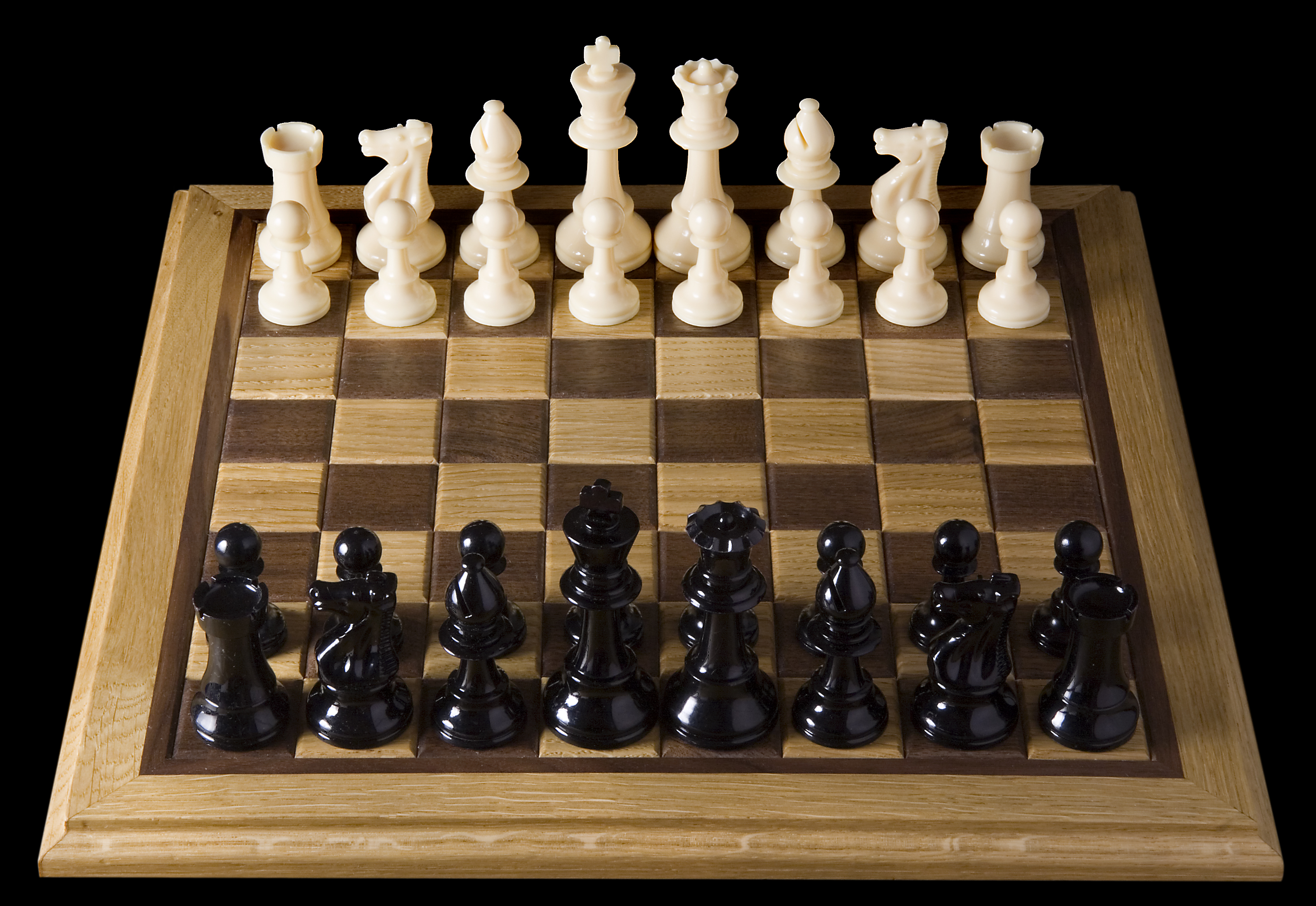
Шахи — одна з найвідоміших настільних ігор

Настільні ігри проводяться з використанням певних ігрових об'єктів на площині, часто — на спеціальній дошці. Серед популярних настільних ігор: шахи, шашки, нарди, ґо тощо. Зазвичай це антагоністичні ігри зі складною стратегією. 
Найчастіше настільні ігри розраховані на двох гравців, але  бувають ігри з кількома гравцями, такі як монополія, маджонг, доміно, лото чи бінго. У деяких іграх, наприклад бриджі, гравці утворюють команди. До настільних ігор належать також рольові ігри, які здебільшого не мають антагоністичного характеру, і в них грають для задоволення та спілкування між гравцями.

### Азартні ігри
Відмінністю азартних ігор є те, що виграш чи програш у них має не тільки символічне, а й реальне життєве значення — вони граються на гроші. Відповідно виграш і програш у них здебільшого залежить не тільки від майстерності гравця, а й від випадку. В сучасному світі в одних країнах існує індустрія азартних ігор, в інших країнах азартні ігри знаходяться під жорстким контролем або заборонені.
Найпростіші азартні ігри — ігри випадку — не потребують вміння гравців. У них виграш чи програш залежить від результату випадкової події, наприклад  орел чи решка при підкиданні монети або випадання певного сектора в грі в рулетку. Однак, складніші ігри, навіть з такими простими правилами як  блекджек вимагають від гравця розумової дисципліни  й знання ймовірностей отримання тієї чи іншої комбінації карт. У ще складніших іграх у карти, покері, преферансі, вміння гравця набагато важливіше ніж випадковість роздачі карт — вмілий гравець  отримає максимальний виграш на хорошій карті й мінімізує програш на поганій.
У країнах, де гральний бізнес дозволений, існують спеціальні заклади для гри — казино. Для простіших ігор існують гральні автомати.  Привабливість азартних ігор не тільки задоволення від процесу гри, а й прагнення гравців швидко розбагатіти. Гральний бізнес використовується також для відмивання грошей. З азартними іграми пов'язана також така проблема як лудоманія — психічний розлад, при якому гра витісняє в житті людини інші цінності.

### Електронні

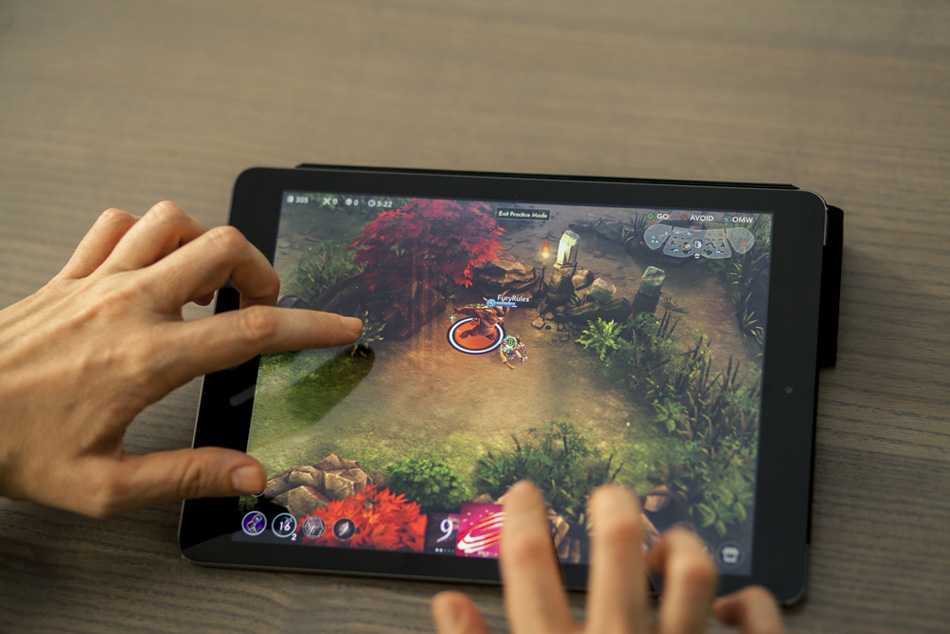
Відеогра на планшеті

Ігри із застосуванням електронних пристроїв, як ігрові автомати, гральні приставки чи персональні комп'ютери. Окремий різновид електронних ігор — відеоігри, в яких гравець керує візуальними образами на екрані. Гравців у відеоігри зазвичай називають геймерами. Те, що геймер робить, граючи у відеогру, і те, як комп'ютерна система відповідає на дії гравця,  часто називають геймплеєм.
У відеоіграх правила закладені в комп'ютерній програмі, а супротивником виступає або сама програма або інші люди. Швидкий розвиток відеоігор призвів також до появи кіберспорту. Популярність відеоігор породила також таке негативне явище, як залежність від них. За своєю природою гра повинна приносити задоволення, але надмірна погоня за рекордними показниками стає для залежних гравців штучною метою, що витісняє з життя інші цінності.

#### Онлайн ігри
Із появою та розповсюдженням такого явища, як Інтернет, з'явилося й поняття онлайн-ігор. Такі ігри є основою комунікації між людьми, об'єднаними спільними інтересами, незалежно від їхньої національності та місця проживання. Найбільш розповсюдженими і успішними вважаються браузерні ігри, та настільні онлайн ігри, зокрема: нарди, шахи, покер тощо. До онлайн-ігор належать також багатокористувацькі онлайнові рольові ігри, що приваблюють тисячі й мільйони гравців зі всього світу.

### Рольові ігри

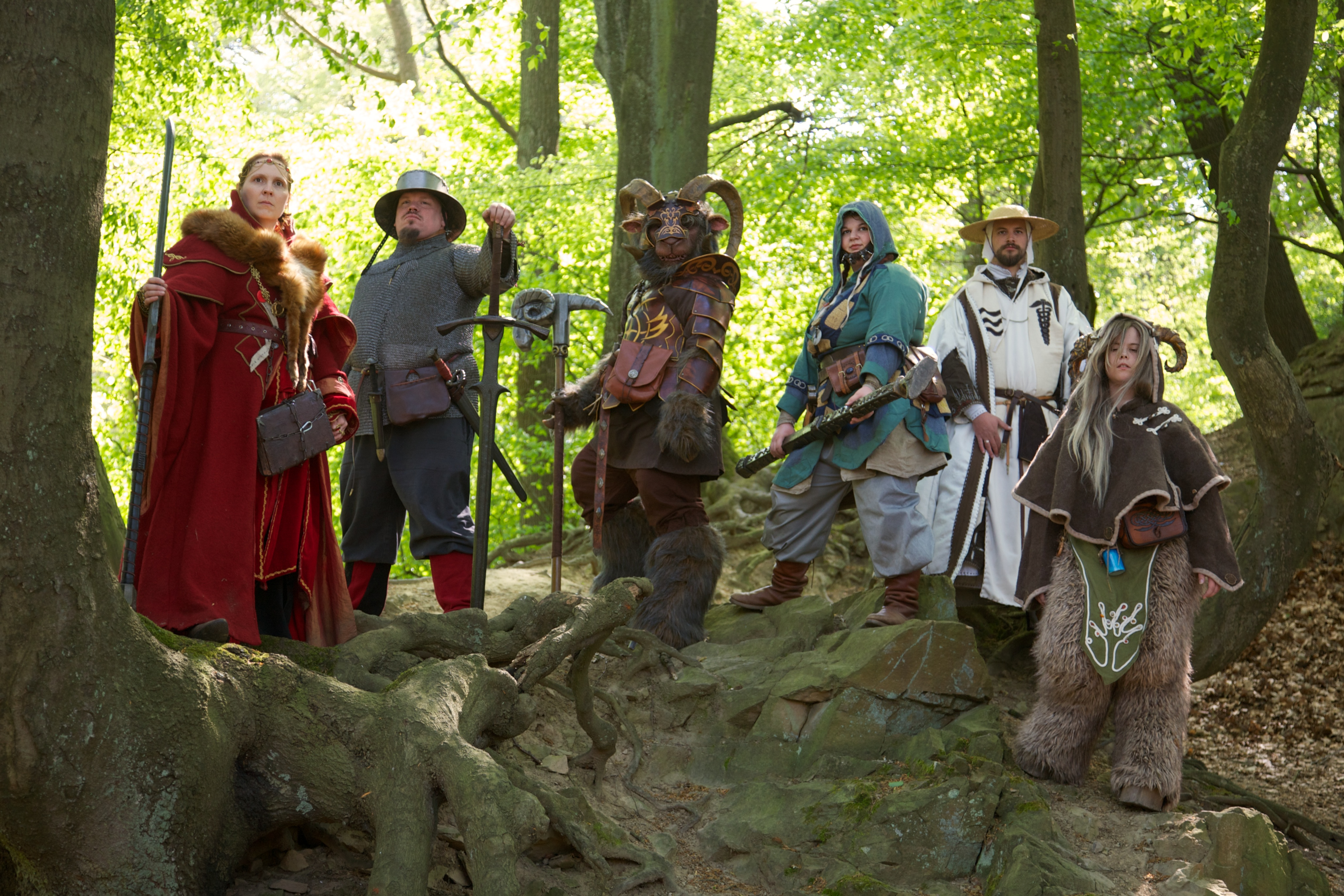
Учасники рольової гри живої дії

У рольових іграх гравці діють у певному, заданому правилами, уявному світі, беручи на себе певні вигадані ролі. Рольові ігри часто не мають змагального характеру, а призначені для того, щоб отримати задоволення від самого процесу гри. Тому в них часто за правилами переможець і переможений не визначається.
Рольові ігри поділяються на ігри живої дії, в яких гравці безпосередньо створюють ігрову ситуацію, настільні рольові ігри, в яких група гравців використовує або спеціальні ігрові набори, або ручку та папір, та комп'ютерні рольові ігри, в яких дія відбувається на екрані комп'ютера.

## Математика
У математиці ігри — клас математичних задач, предметом яких є ухвалення рішень. Вивченню ігор присвячений розділ математики Теорія ігор. Характерним для даного класу задач завданням є вибір стратегії, яка забезпечила б найкращий результат для умовних гравців. Попри слово «гра» в назві теорія ігор розглядає серйозні задачі, часто економічного характеру. Зазвичай математична теорія ігор не займається пошуком виграшних стратегій у базових іграх — матриця виграшів-програшів у цих іграх вважається заданою. Однак на основі цієї матриці можна провести аналіз ситуації, в якій гра повторюється багато разів, особливо коли матриця виграшів-програшів містить випадкові елементи. Ігри з випадковими елементами називають іграми з природою.
Теорія ігор розглядає також задачі, в яких прагнення гравців не обов'язково антагоністичні. В таких іграх, які називають іграми з ненульовою сумою, виграшна стратегія може включати співробітництво між гравцями.